# 聖埃倫娜 (巴拉那州)

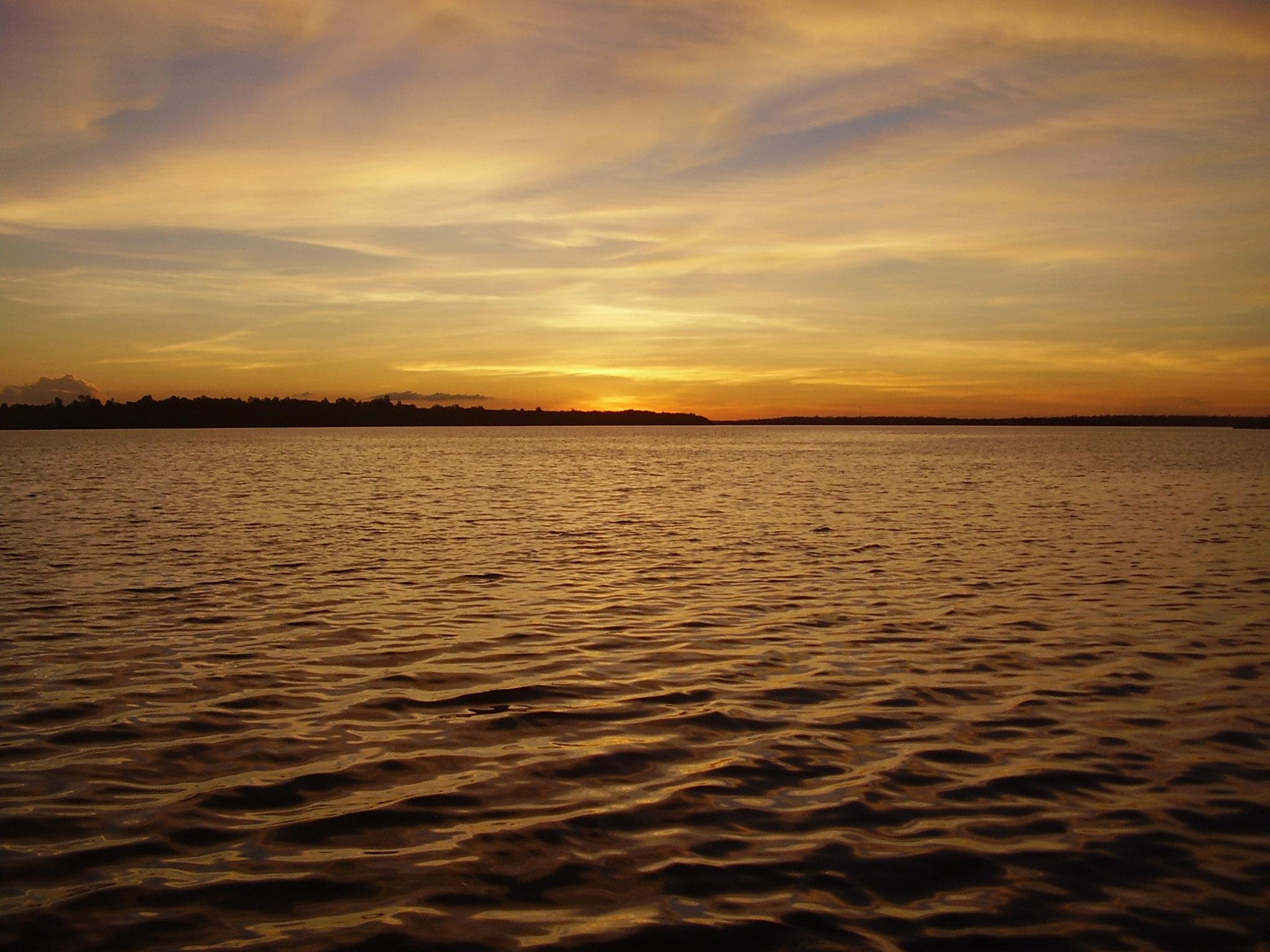
聖埃倫娜

24°51′36″S 54°19′58″W / 24.86000°S 54.33278°W
聖埃倫娜（葡萄牙語：Santa Helena）是巴西的城鎮，位於該國南部，由巴拉那州負責管轄，始建於1967年5月26日，面積758.2平方公里，海拔高度258米，2010年人口23,425，人口密度每平方公里30.89人。